# Nicole Then
Nicole Then (* 17. Oktober 1980 in Sommerach) ist eine deutsche Moderatorin und ehemalige deutsche und fränkische Weinkönigin.
Nach dem Abitur 2000 absolvierte sie eine Ausbildung zur Werbekauffrau. Gleichzeitig wurde sie Weinprinzessin in Sommerach. 2003 erfolgte die Wahl zu fränkischen Weinkönigin und im September 2003 zur deutschen Weinkönigin. 
Nach ihrer Zeit als deutsche Weinkönigin hielt sie Seminare und Workshops über den Frankenwein ab und studierte Betriebswirtschaft an der Hochschule für angewandte Wissenschaften Würzburg-Schweinfurt.
Seit 2005 ist sie Moderatorin bei Radio Charivari Würzburg. Zwischen 2003 und 2024 moderierte sie jährlich gemeinsam mit Martin Rassau Die Närrische Weinprobe im Bayerischen Fernsehen.